# Arthur Gramberg

Arthur Gramberg als Masure und Berliner Westfale (1882)

Arthur Gramberg (* 26. Januar 1862 in Possessern, Kreis Angerburg; † 2. Juni 1917 in Königsberg i. Pr.) war ein deutscher Verwaltungsjurist in Ostpreußen.

## Leben
Arthur Gramberg besuchte das Gymnasium in Insterburg. Nach dem Abitur studierte er an der Albertus-Universität Königsberg Rechtswissenschaft. Er wurde im Sommersemester 1880 im Corps Masovia aktiv und zeichnete sich als Subsenior und Senior aus. Als der Verhältnisvertrag mit dem Corps Guestphalia Berlin geschlossen wurde, wechselte er an die Friedrich-Wilhelms-Universität zu Berlin. Er wurde bei Guestphalia recipiert, legte das Band aber nieder, als Guestphalia das Freundschaftsverhältnis schon 1882 brach. Nach dem ersten Examen war er Referendar in Königsberg. In Bartenstein, Sensburg und Lyck war er zunächst in der Rechtspflege Preußens tätig. Er trat in die innere Verwaltung über und kam zum Kreis Gumbinnen und zum Oberpräsidium der Provinz Ostpreußen. Als Regierungsrat a. D. wechselte er vom preußischen Staatsdienst zur Ostpreußischen Landgesellschaft, deren Generaldirektor er wurde. Im Ersten Weltkrieg diente er bei der Landwehr. Schwer erkrankt, starb er mit 55 Jahren. Unter großer Anteilnahme seines Corps wurde er am 6. Juni 1917 in Königsberg beerdigt.
Sein Sohn Werner Gramberg (1896–1985) wurde Kunsthistoriker.